# Sabrina Stultiens
Sabrina Stultiens (Peel en Maas, Limburg, 8 de juliol de 1993) és una ciclista neerlandesa professional des del 2012 i actualment a l'equip VolkerWessels Women's Pro Cycling Team. Combina la carretera amb el ciclocròs.

## Palmarès en ruta
- 2014
  -  Campiona d'Europa sub-23 en ruta
- 2017
  -  Campiona del món en contrarellotge per equips
- 2018
  - Vencedora d'una etapa a l'Emakumeen Euskal Bira

## Palmarès en ciclocròs
- 2014-2015
  -  Campiona d'Europa sub-23 en ciclocròs